# Chauliogryllacris nungeena
Chauliogryllacris nungeena är en insektsart som beskrevs av Rentz, D.C.F. 1990. Chauliogryllacris nungeena ingår i släktet Chauliogryllacris och familjen Gryllacrididae. Inga underarter finns listade i Catalogue of Life.